# Keith Fielding
Pas d'image ? Cliquez ici

a Compétitions nationales et continentales officielles uniquement.

b Matchs officiels uniquement.
Keith Fielding, né le 8 juillet 1949 à Birmingham (Angleterre), est un ancien joueur de rugby à sept, de rugby à XV et de rugby à XIII anglais évoluant au poste d'ailier dans les années 1960 et 1970. Formé au rugby à sept à Loughborough, il rejoint le rugby à XV et le club de Moseley, il y connaît des sélections en équipe d'Angleterre de rugby à XV avec laquelle il dispute le Tournoi des cinq nations entre 1969 et 1972. En 1973, il change de code de rugby et rejoint Salford en rugby à XIII, il connaît également des sélections en équipe d'Angleterre de rugby à XIII avec laquelle il est finaliste et meilleur marqueur d'essais (avec le même nombre d'essais qu'Ian Schubert) de la Coupe du monde en 1975, et des sélections avec l'équipe de Grande-Bretagne de rugby XIII avec laquelle il est finaliste de la Coupe du monde en 1977. Avec Salford, il s'impose à deux reprises en Championnat d'Angleterre en 1974 et 1976.

## Palmarès

### En rugby à XV
- Collectif :
  - Vainqueur du Tournoi international de rugby à sept de 1973 (Angleterre).

### En rugby à XIII
- Collectif :
  - Vainqueur du Championnat d'Angleterre : 1974 et 1976 (Salford).
  - Finaliste de la Coupe du monde : 1975 (Angleterre) et 1977 (Grande-Bretagne).
- Individuel :
  - Meilleur marqueur d'essais de la Coupe du monde : 1975 (Australie).